# 田沼意斉
田沼 意斉（たぬま おきなり）は、上総国小久保藩第2代（最後）の藩主（知藩事）。相良藩田沼家9代。

## 略歴
安政2年（1855年）7月、武蔵国岩槻藩主・大岡忠恕の五男として誕生した。
明治2年（1869年）に小久保藩主田沼意尊の養嗣子となる。明治3年（1870年）2月22日、意尊の死去により家督を相続し、小久保藩知事に就任した。学問を奨励し、藩校を拡大するなどの文治政策を採用している。明治4年（1871年）2月14日、藩政を大参事に任せ、遊学することを許可される。同年2月25日、東京に移る。同年7月14日、廃藩置県により知藩事を解任された。
明治6年（1873年）11月、家督を意尊の長女の智恵に譲って隠居し、同時に田沼家からも離れた。谷中霊園に墓があり、大正14年（1925年）9月3日に70歳で死亡となっている。大岡忠恕の墓も隣接して建てられている。